# SIXTEEN (テレビ番組)
SIXTEEN（シックスティーン、韓: 식스틴）は、韓国の音楽専門チャンネルMnetで2015年に放送された、JYPエンターテインメントの女性練習生16名によるサバイバルオーディション番組である。合格者9名により女性アイドルグループTWICEが結成された。

## 概要
JYPエンターテインメントは2014年4月に6人組ガールズグループ「6MIX」のデビューを予定しており、既にアルバム制作やメディア向けのショーケースの披露まで行っていた。しかし、デビュー直前にセウォル号沈没事故やメンバーの相次ぐ脱退および退所が重なったために、この計画は中止となる。
グループを再編成し正式にデビューさせるべく、JYPエンターテインメント代表で音楽プロデューサーのパク・ジニョンは、CJ ENMとKOEN MEDIA協力の元、オーディション番組を企画。2015年5月5日より、6MIXの元メンバーを含むJYPエンターテインメント練習生16名の中から、新ガールズグループ「TWICE」としてデビューする7名を選抜するサバイバルオーディション番組『SIXTEEN』の放送が開始された。
約2ヵ月に渡るパフォーマンスと審査の末、7月7日放送の最終回にて、最終選考合格となったナヨン、ジョンヨン、サナ、ジヒョ、ミナ、ダヒョン、チェヨンの7名に、追加合格となったツウィとモモを加えた9名のデビューメンバーが決定。10月20日にデビューを果たした。

## 審査員
- パク・ジニョン - JYPエンターテインメント代表、音楽プロデューサー
- チョ・ソニ - 写真家
- リュ・ミヨン - Vマガジン編集長
- ガイン - 歌手、Brown Eyed Girlsメンバー
- San E - ラッパー

## 参加者
| 名前                       | 生年月日               | 練習生歴（JYP入所日）    | キャッチフレーズ                              | 備考                                 | 結果            |
| -------------------------- | ---------------------- | ------------------------ | --------------------------------------------- | ------------------------------------ | --------------- |
| ナヨン NAYEON 나연         | 1995年9月22日（29歳）  | 5年 （2010年9月15日）    | ゼニガメナヨン エース長姉                     | 6MIXでのデビュー予定メンバー         | 合格            |
| サナ SANA 사나             | 1996年12月29日（28歳） | 3年半 （2012年4月13日）  | 123サナ 4次元天然少女                         | 6MIXでのデビュー予定メンバー 日本人  | 合格            |
| ダヒョン DAHYUN 다현       | 1998年5月28日（26歳）  | 3年 （2012年7月7日）     | ハゲワシダヒョン 時限爆弾芸能有望株           |                                      | 合格            |
| ツウィ TZUYU 쯔위          | 1999年6月14日（25歳）  | 2年半 （2012年11月15日） | 無欠点最強比率                                | 台湾人                               | 合格 ＊追加合格 |
| チェヨン CHAEYOUNG 채영    | 1999年4月23日（26歳）  | 3年 （2012年6月6日）     | プリティーラップスター                        |                                      | 合格            |
| ソミ SOMI 소미             | 2001年3月9日（24歳）   | 2年 （不明）             | ビタミンソミ 爽やかハツラツ超強力ビタミン     | オランダ系カナダ人と韓国人のミックス | 落選            |
| ジウォン JIWON 지원        | 1998年3月20日（27歳）  | 3年 （不明）             | ハスキーパワーボーカル                        |                                      | 落選            |
| モモ MOMO 모모             | 1996年11月9日（28歳）  | 3年半 （2012年4月13日）  | 桃から生まれたモモ 自他公認ダンシングクィーン | 日本人                               | 合格 ＊追加合格 |
| ウンソ EUNSUH 은서         | 2000年11月14日（24歳） | 2年 （不明）             | ゆらゆらウンソ 180度反転魅力                  |                                      | 落選            |
| ミナ MINA 미나             | 1997年3月24日（28歳）  | 1年 （2014年1月2日）     | 魅惑のバレリーナ                              | 日本人                               | 合格            |
| チェリョン CHAERYEONG 채령 | 2001年6月5日（23歳）   | 1年 （不明）             | 「完全体」姉妹の妹                            | イ・チェヨンの妹                     | 落選            |
| ミニョン MINYOUNG 민영     | 1998年2月27日（27歳）  | 6年 （不明）             | 感性派シンガーソングライター                  | 6MIXでのデビュー予定メンバー         | 落選            |
| ジヒョ JIHYO 지효          | 1997年2月1日（28歳）   | 10年 （2005年7月5日）    | 10年目の練習生                                | 6MIXでのデビュー予定メンバー         | 合格            |
| ナッティ NATTY 나띠        | 2002年5月30日（22歳）  | 1年 （不明）             | 可愛い末っ子 覇気の末っ子                     | タイ人                               | 落選            |
| イ・チェヨン CHAEYEON 채연 | 2000年1月11日（25歳）  | 1年 （不明）             | 「完全体」姉妹の姉                            | チェリョンの姉                       | 落選            |
| ジョンヨン JEONGYEON 정연  | 1996年11月1日（28歳）  | 5年 （2010年3月1日）     | 隠れた魅力 カリスマぶっちゃけ女               | 6MIXでのデビュー予定メンバー         | 合格            |

## パフォーマンス
| 演者                                                                  | 内容              | 楽曲                                                                                  |
| 第1話                                                                 | 第1話             | 第1話                                                                                 |
| --------------------------------------------------------------------- | ----------------- | ------------------------------------------------------------------------------------- |
| ナヨン                                                                | ダンス 歌         | ケリー・ローランド『Kisses Down Low』 ザ・ティン・ティンズ『Shout Up and Let Me Go』  |
| ミニョン                                                              | 歌                | 自作曲『말하지 않아도』                                                               |
| ジョンヨン                                                            | サックス演奏 歌   | 15&『티가 나나봐 (Can't hide it)』 ケイティ・ペリー『Firework』                       |
| ジヒョ                                                                | 歌                | ホン・ジニョン『愛のバッテリー』                                                      |
| サナ                                                                  | 生春巻き作り      | レオン・イェッセル『おもちゃの兵隊の観兵式（キユーピー3分クッキングバージョン）』     |
| イ・チェヨン                                                          | ダンス            | MFBTY『GO』、『If I Had You』アダム・ランバート                                       |
| チェリョン                                                            | ダンス            | miss A『Good-bye Baby』 、4minute『Crazy (미쳐) 』、Apink『No No No』                 |
| ミナ                                                                  | バレエ演舞        | ピョートル・チャイコフスキー 組曲「くるみ割り人形」より『金平糖の精の踊り』           |
| チェヨン                                                              | 自作ラップ        | デヴィッド・ゲッタ feat.ニッキー・ミナージュ、フロー・ライダー『Where Them Girls At』 |
| ジウォン                                                              | 歌                | ジェシー・J feat.2チェインズ『Burnin' Up』                                            |
| ウンソ                                                                | ダンス            | Bustafunk『Shake It』                                                                 |
| ツウィ                                                                | ダンス            | ジョリン・ツァイ『美人計 (Honey Trap)』                                               |
| ダヒョン                                                              | 自作ラップ ダンス | 無伴奏 DJ HANMIN feat.Ingram Jones『Show Me Your BBA SAE』                            |
| ソミ                                                                  | テコンドー演武    | 2PM『Heartbeat』                                                                      |
| 第2話                                                                 |                   |                                                                                       |
| モモ                                                                  | ダンス            | ガイン（Brown Eyed Girls）『Paradise Lost』                                           |
| ナッティ                                                              | ダンス            | アヴリル・ラヴィーン『Hello Kitty』、Magic!『Rude』                                   |
| 第3話                                                                 |                   |                                                                                       |
| ナヨン                                                                | 歌                | アリアナ・グランデ『Santa Tell Me』                                                   |
| ツウィ                                                                | 歌                | プッシーキャット・ドールズ『Sway』                                                    |
| ジウォン                                                              | 歌                | イム・ジョンヒ『Music Is My Life』                                                    |
| ジョンヨン                                                            | 歌                | レディー・ガガ『Applause』                                                            |
| ダヒョン                                                              | ダンス            | ペンタトニックス『La La Latch』                                                       |
| チェリョン                                                            | ダンス            | レデシー『Lose Control』                                                              |
| サナ                                                                  | ダンス            | アリシア・キーズ『Heartburn』                                                         |
| ソミ                                                                  | 歌                | シェール・ロイド『Superhero』                                                         |
| ミニョン                                                              | 歌                | アリシア・キーズ『Girl On Fire』                                                      |
| 第4話                                                                 |                   |                                                                                       |
| ミナ                                                                  | ダンス            | ビヨンセ『Drunk in Love』                                                             |
| ウンソ                                                                | ダンス            | ビヨンセ『Broken Hearted Girl』                                                       |
| ジヒョ                                                                | 歌                | メーガン・トレイナー『All About That Bass』                                           |
| チェヨン                                                              | 自作ラップ、歌    | パク・ジニョン『Honey』                                                               |
| ナッティ                                                              | ダンス            | サム・スミス『Lay Me Down』                                                           |
| モモ                                                                  | ダンス            | ペンタトニックス『Problem』                                                           |
| 第5話                                                                 |                   |                                                                                       |
| メジャーA （ナヨン、ミナ、ジョンヨン、チェリョン）                    | 歌、ダンス        | ファレル・ウィリアムス『Happy』                                                       |
| マイナーB （ツウィ、ダヒョン、サナ、ミニョン）                        | 歌、ダンス        | アリアナ・グランデ feat.イギー・アゼリア『Problem』                                   |
| メジャーB （ジヒョ、ナッティ、ソミ）                                  | 歌、ダンス        | マーク・ロンソン feat.ブルーノ・マーズ『Uptown Funk』                                 |
| マイナーA （モモ、チェヨン、ジウォン）                                | 歌、ダンス        | ケリー・ヒルソン『The Way You Love Me』                                               |
| 第6話                                                                 |                   |                                                                                       |
| マイナーA （ナヨン、ミナ、ジョンヨン、チェリョン）                    | 歌、ダンス        | イ・ヒョリ feat. nassun『U-Go-Girl』                                                  |
| マイナーB （モモ、チェヨン、ジウォン）                                | 歌、ダンス        | パク・ジニョン『Swing Baby』                                                          |
| 第8話                                                                 |                   |                                                                                       |
| 全員 & テギョン（2PM）                                                | 歌                | 2PM『Hands Up』                                                                       |
| メジャーB （ナヨン、ジョンヨン、ツウィ）                              | 歌、ダンス        | miss A『Hush』                                                                        |
| マイナーB （ミナ、ソミ、ナッティ）                                    | 歌、ダンス        | パク・ジニョン『어머님이 누구니 (Who’s your mama)』                                   |
| メジャーA （ジヒョ、ミニョン、サナ、チェヨン）                        | 歌、ダンス        | Wonder Girls『Nobody』                                                                |
| マイナーA （ダヒョン、ジウォン、チェリョン）                          | 歌、ダンス        | Wonder Girls『Tell Me』                                                               |
| 第9話                                                                 |                   |                                                                                       |
| メジャー （サナ、ミナ、チェヨン、ミニョン、ソミ、ナッティ）           | 歌、ダンス        | オリジナル曲『미쳤나봐 (I Think I’m Crazy)』                                          |
| マイナー （ナヨン、ジョンヨン、ダヒョン、ツウィ、チェリョン、ジヒョ） | 歌、ダンス        | オリジナル曲『Truth』                                                                 |
| 第10話                                                                |                   |                                                                                       |
| メジャー （サナ、ミナ、チェヨン、ミニョン、ソミ、ナッティ）           | 歌、ダンス        | オリジナル曲『다시 해줘 (Do It Again)』                                               |
| マイナー （ナヨン、ジョンヨン、ダヒョン、ツウィ、チェリョン、ジヒョ） | 歌、ダンス        | オリジナル曲『다시 해줘 (Do It Again)』                                               |

## 参加者のその後
| 名前           | 結果 |
| -------------- | --- |
| ナヨン         | 2015年、TWICEとしてデビュー。                                                                                    |
| サナ           | 2015年、TWICEとしてデビュー。                                                                                    |
| ダヒョン       | 2015年、TWICEとしてデビュー。                                                                                    |
| ツウィ         | 2015年、TWICEとしてデビュー。                                                                                    |
| ソン・チェヨン | 2015年、TWICEとしてデビュー。                                                                                    |
| モモ           | 2015年、TWICEとしてデビュー。                                                                                    |
| ミナ           | 2015年、TWICEとしてデビュー。                                                                                    |
| ジヒョ         | 2015年、TWICEとしてデビュー。                                                                                    |
| ジョンヨン     | 2015年、TWICEとしてデビュー。                                                                                    |
| ソミ           | 2016年、『PRODUCE 101』に参加し、I.O.Iとしてデビュー。 2017年、I.O.Iが解散。 2019年、ソロ歌手としてデビュー。    |
| ジウォン       | 2017年、『アイドル学校』に参加し、fromis_9としてデビュー。                                                       |
| ウンソ         | 2017年、『アイドル学校』に参加するも脱落。                                                                       |
| チェリョン     | 2019年、ITZYとしてデビュー。                                                                                     |
| ミニョン       | |
| ナッティ       | 2017年、『アイドル学校』に参加するも脱落。 2020年、ソロ歌手としてデビュー。 2023年、KISS OF LIFEとしてデビュー。 |
| イ・チェヨン   | 2018年、『PRODUCE 48』に参加し、IZ*ONEとしてデビュー。 2021年、IZ*ONEが解散。 2022年、ソロ歌手としてデビュー。   |